# Iéna (couraçado)
O Iéna foi um couraçado pré-dreadnought operado pela Marinha Nacional Francesa, cujo projeto foi baseado nos navios da predecessora Classe Charlegmane. Sua construção começou em janeiro de 1898 no Arsenal de Brest e foi lançado ao mar em setembro do mesmo ano, sendo comissionado na frota francesa em abril de 1902. Era armado com uma bateria principal composta por quatro canhões de 305 milímetros montados em duas torres de artilharia duplas, tinha um deslocamento carregado de doze mil toneladas e conseguia alcançar uma velocidade máxima de dezoito nós.
O Iéna serviu por toda sua carreira na Esquadra do Mediterrâneo, muitas vezes atuando como sua capitânia. Suas principais atividades consistiram na realização de exercícios de rotina e viagens diplomáticas para portos estrangeiros. O navio foi destruído em 3 de julho de 1907 por uma explosão de um de seus depósitos de munição enquanto estava em uma doca seca em Toulon para reformas, com as causas sendo atribuídas à decomposição do propelente Poudre B. O seu pontão recuperado foi utilizado como alvo de artilharia em 1909 e depois vendido para demolição naval em 1912.

## Característias
Em 11 de fevereiro de 1897, o Ministro da Marinha (Ministre de la Marine) Armand Besnard, após consultas com o Conselho Naval Supremo (Conseil supérieur de la Marine), solicitou um projeto para um ampliado Charlemagne com um deslocamento máximo de doze mil toneladas, um esquema de blindagem capaz de preservar a estabilidade e a flutuabilidade após várias penetrações no casco e as inundações resultantes, um armamento igual às contrapartes estrangeiras, uma velocidade de dezoito nós (33 quilômetros por hora) e um alcance mínimo de 4 500 milhas náuticas (8 300 quilômetros). O Diretor de Construção Naval (Directeur du matérial), Jules Thibaudier, já havia preparado um projeto preliminar dois meses antes com blindagem Harvey melhorada, mas foi modificado para aumentar a altura do cinturão acima da linha d'água e para substituir os canhões de 138,6 milímetros do Charlemagne com canhões de 164,7 milímetros. Thibaudier apresentou seu projeto revisado em 9 de fevereiro e foi aprovado pelo Conselho de Construção (Conseil des travaux) em 4 de março, com pequenas revisões.
Iéna tinha um comprimento total de 122,31 metros, uma boca de 20,81 metros e, em carga profunda, calado de 7,45 metros à proa e 8,45 metros à popa. Ele deslocava 11 688 toneladas em carga normal e 12 105 toneladas em carga profunda. Como nau capitânia, o Iéna contava com uma tripulação de 48 oficiais e 731 subalternos; como navio particular, sua tripulação contava com 33 oficiais e 668 subalternos. O navio estava equipado com grandes quilhas de porão, mas, de acordo com o historiador naval N.J.M. Campbell, foi relatado que balançava consideravelmente e inclinava fortemente, embora isso seja contradito pelo relatório do capitão (Capitaine de vaisseau) Bouxin de novembro de 1905: "Do ponto de vista da navegação, o Iéna é um excelente navio. Os movimentos de inclinação e rolamento são suaves e o navio navega bem nas ondas." Os historiadores navais John Jordan e Philippe Caresse acreditam que o navio era uma boa plataforma de canhão porque tinha um giro longo e lento e manobrava bem.
O Iéna era movido por um trio de motores a vapor verticais de quatro cilindros e tripla expansão, cada um acionando uma hélice de três pás que tinha 4,5 metros de diâmetro nos eixos externos e 4,4 metros no eixo central. Os motores eram movidos por vinte caldeiras Belleville a uma pressão de trabalho de 256 psi e foram avaliados em um total de 12 100 kiloWatts para dar ao navio uma velocidade de dezoito nós (33 quilômetros por hora). Durante seus testes no mar em 16 de julho de 1901, o navio mal excedeu a velocidade projetada, atingindo 18,1 nós (33,5 quilômetros por hora), com uma potência de 12 200 kiloWatts. O Iéna transportava no máximo 1 165 toneladas de carvão; isso permitiu que ele navegasse por 4 400 milhas náuticas (8 100 quilômetros) a uma velocidade de 10,3 nós (19,1 quilômetros por hora) . A energia elétrica de oitenta volts do navio era fornecida por quatro dínamos, um par de capacidade de seiscentos e 1.200 amperes cada.
Assim como os navios da classe Charlemagne, o armamento principal de Iéna consistia em quatro canhões de 305 milímetros Modèle 1893-1896 com quarenta calibres em duas torres de canhão duplas, uma à frente e outra à ré da superestrutura. Cada torre tinha um dínamo dedicado de trezentos amperes para girá-la e alimentar o elevador de munição. Os canhões, entretanto, eram elevados manualmente entre seus limites de -5° e +15°, e normalmente eram carregados em um ângulo de -5°. As armas disparavam projéteis perfurantes e com cobertura (APC) de 340 kg à razão de um tiro por minuto a uma velocidade inicial de 815 metros por segundo. Isso permitia um alcance de doze mil metros na elevação máxima de +15°. Os paióis armazenavam 45 projéteis por arma, e catorze projéteis adicionais eram guardados em cada torre.
O armamento secundário do navio consistia em oito canhões de 164,7 milímetros Modèle 1893 com 45 calibres, que foram montados na bateria central no convés superior, e disparavam projéteis APC de 54,2 kilogramas. Na elevação máxima de +15°, a velocidade inicial de oitocentos metros por segundo deu-lhes um alcance máximo de nove mil metros. Cada canhão tinha capacidade para duzentos tiros, o suficiente para oitenta minutos em sua cadência de tiro sustentada de dois a três tiros por minuto. Ele também possuía oito canhões de cem milímetros Modèle 1893 com 45 calibres em montagens simples e desprotegidas no convés do abrigo. Essas armas disparavam projéteis de catorze kilogramas a 740 metros por segundo, que poderia ser elevado em até 20° para um alcance máximo de 9 500 metros. Sua cadência máxima teórica de tiro era de seis tiros por minuto, mas apenas três tiros por minuto podiam ser sustentados. Cada arma era municiada com 240 cartuchos.
As defesas anti-torpedeiros do Iéna consistiam em vinte canhões QF 3-pounder Hotchkiss, montados em plataformas em ambos os mastros militares, com canhoneiras no casco e na superestrutura. Eles disparavam um projétil de 1,49 kg a 610 metros por segundo a um alcance máximo de quatro mil metros. Sua cadência de tiro máxima teórica era de quinze tiros por minuto, mas apenas sete tiros por minuto sustentados. Os depósitos do navio continham quinze mil cartuchos para essas armas. O Contra-almirante (Contre-amiral) René Marquis criticou as provisões para os canhões de 47 milímetros em um relatório de 1903: "O número de cartuchos prontos para uso é insuficiente e os guinchos são desesperadamente lentos. Os canhões de 47 milímetros, muito mais do que os canhões de grande e médio calibre, terão que lutar à noite; no entanto, estas são as únicas armas sem um sistema de controle de fogo projetado para operações noturnas. Esta é uma deficiência que precisa ser corrigida o mais rápido possível." O Iéna também tinha quatro tubos de torpedo de 450 milímetros, dois em cada costado, um submerso e outro acima da água. Os tubos submersos foram fixados em um ângulo de 60° a partir da linha central e as montagens acima da água podiam percorrer 80°. Foram transportados doze torpedos Modèle 1889, dos quais quatro eram modelos de treinamento em tempos de paz.
O navio tinha um cinturão de linha d'água completo de armadura Harvey de 2,4 metros de altura. As placas de blindagem tiinham 320 milímetros de espessura no meio do navio; esse número diminuía para 272 milímetros na proa e 224 na popa. Abaixo da linha d'água, as placas afunilaram até uma espessura de 120 milímetros em sua borda inferior durante a maior parte do comprimento do navio, embora as placas na popa tivessem cem milímetros de espessura. O cinto de armadura superior tinha duas tiras, a inferior 120 milímetros de espessura e a parte superior oitenta. A altura combinada deles era de dois metros no meio do navio. A barra inferior era apoiada por uma ensecadeira altamente subdividida destinada a reduzir inundações causadas por quaisquer golpes penetrantes, já que seus compartimentos eram preenchidos com 14 858 "tijolos" resistentes à água de algas Zostera secas e comprimidas (briquettes de zostère). A alga deveria se expandir ao entrar em contato com a água e tapar quaisquer buracos. O convés blindado consistia em uma placa de aço macio de 65 milímetros colocada sobre duas placas de nove milímetros. O deck de fragmentos abaixo dele compreendia duas camadas de placas com dezessete milímetros de espessura.
As placas de blindagem Harvey protegendo as laterais das torres eram de 290 milímetros de espessura e o aço macio dos telhados da torre tinha cinquenta milímetros. As barbetas foram protegidas por 250 milímetros de blindagem Harvey. As laterais e a traseira da bateria central tinham noventa milímetros de blindagem. A antepara transversal dianteira variava em espessura de 55 a 150 milímetros, as placas mais grossas que protegiam a bateria central, e reduziam em espessura à medida que desciam até encontrar o convés blindado. Os canhões de 164 milímetros tinham setenta milímetros de proteção. As placas de blindagem que protegiam a torre de comando variavam em espessura de 258 a 298 milímetros em sua face e parte traseira, respectivamente. Seu tubo de comunicações estava protegido por duzentos milímetros de armadura.

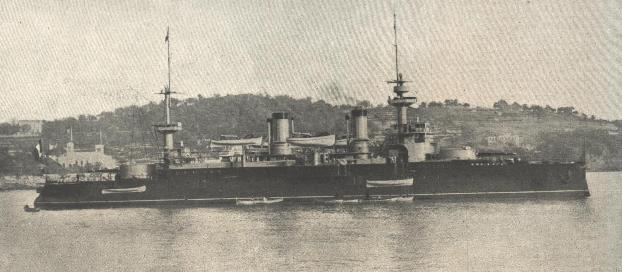
O Iéna em março de 1907

## Construção e carreira
Ordenado em 3 de abril de 1897, e nomeado em homenagem à vitória francesa na Batalha de Jena, o Iéna foi batido no Arsenal de Brest em 15 de janeiro de 1898. Ele foi lançado em 1º de setembro e concluído (armement définitif) em 14 de abril de 1902 a um custo de 25,58 milhões de francos franceses. Cinco dias depois o navio partiu para Toulon, perdendo um homem ao mar e tendo alguns problemas com o leme no caminho, antes de chegar em 25 de abril. O Iéna tornou-se a nau capitânia de Marquis como comandante da Segunda Divisão do Esquadrão Mediterrâneo em 1 de maio e foi atracado para reparos de 14 a 31 de maio. Após a conclusão dos reparos, o navio iniciou uma série de visitas a portos na França e no Norte da África Francesa, que se repetiriam durante a maior parte de sua carreira. Ele passou a maior parte de janeiro de 1903 reformando-se e foi inspecionado pelo rei Alfonso XIII da Espanha durante uma visita a Cartagena em junho. Após outra reforma de 20 de agosto a 10 de setembro, o Iéna, juntamente com o resto da Esquadra do Mediterrâneo, visitou as Ilhas Baleares em outubro. Durante a viagem de volta, dois tripulantes morreram enquanto treinavam com o leme manual em mar agitado. Marquis foi substituído pelo Contra-Almirante Léon Barnaud em 3 de novembro. O Iéna conduziu exercícios de treinamento na costa da Provença de 19 de novembro a 17 de dezembro.
O Iéna participou da revisão da frota ao largo de Nápoles em abril-maio de 1904, quando Émile Loubet, Presidente da França, fez uma visita de estado ao Rei Victor Emmanuel III da Itália. Depois, a Esquadra do Mediterrâneo cruzou o Levante, visitando Beirute, Baía de Suda, Esmirna, Mitilene, Salónica e Pireu. Em 1905, o navio foi reformado de 15 a 25 de abril e depois participou do cruzeiro de verão da Esquadra do Mediterrâneo, durante o qual visitou portos na França e no Norte da África Francesa entre 10 de maio e 24 de junho. Ele participou das manobras anuais da frota durante o período de 3 de julho a 1º de agosto. O contra-almirante Henri-Louis Manceron substituiu Barnaud em 16 de novembro. Durante 12 a 17 de abril de 1906, o Iéna foi enviado para prestar assistência a Nápoles após a erupção do Monte Vesúvio . A partir do dia 3 de julho, o navio participou das manobras da frota combinada, que incluiu a Esquadra Norte naquele ano. Após a conclusão do exercício em 4 de agosto, ele passou a maior parte dos meses seguintes se reformando, além de participar de uma revisão naval internacional em Marselha, em 16 de setembro, com navios britânicos, espanhóis e italianos. Pouco depois, durante o exercício ao largo de Toulon, o navio colidiu acidentalmente e afundou o torpedeiro nº 96.

### Perda

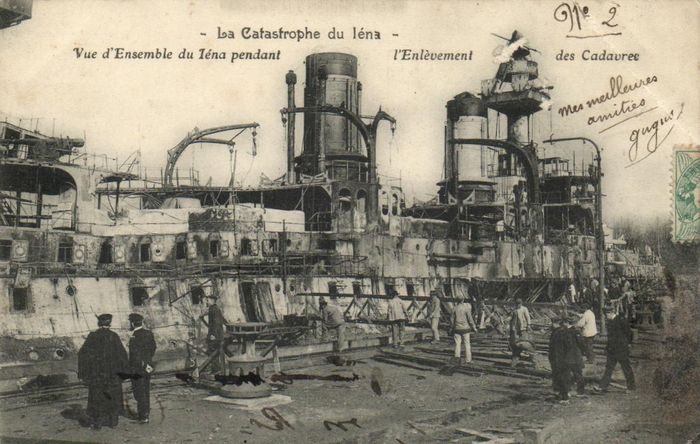
Um cartão postal mostrando a porção a meia-nau de Iéna, com destaque para pintura carbonizada e chamuscada

Em 4 de março de 1907, o Iéna foi transferido para a doca seca nº 2 na bacia de Missiessy, em Toulon, para passar pela manutenção de seu casco, bem como por uma inspeção do vazamento no eixo do leme. Oito dias depois, começando às 13h35 e continuando até as 14h45, uma série de explosões começou perto dos carregadores dos canhões de cem milímetros da popa que devastaram o navio e os arredores. As explosões explodiram os telhados de três oficinas próximas e destruíram a área entre o funil de popa e a torre de popa. Como o navio estava em doca seca com a água bombeada, inicialmente foi impossível inundar os depósitos, que não haviam sido descarregados antes da atracação. O comandante do encouraçado Patrie, que estava atracado nas proximidades, disparou um projétil contra os portões da doca seca na tentativa de inundá-lo, mas o projétil ricocheteou sem furar o portão. Eles foram abertos manualmente logo em seguida por um dos oficiais do navio. Um total de 118 tripulantes e trabalhadores do estaleiro foram mortos pelas explosões, assim como dois civis no subúrbio de Pont-Las que foram mortos por estilhaços.

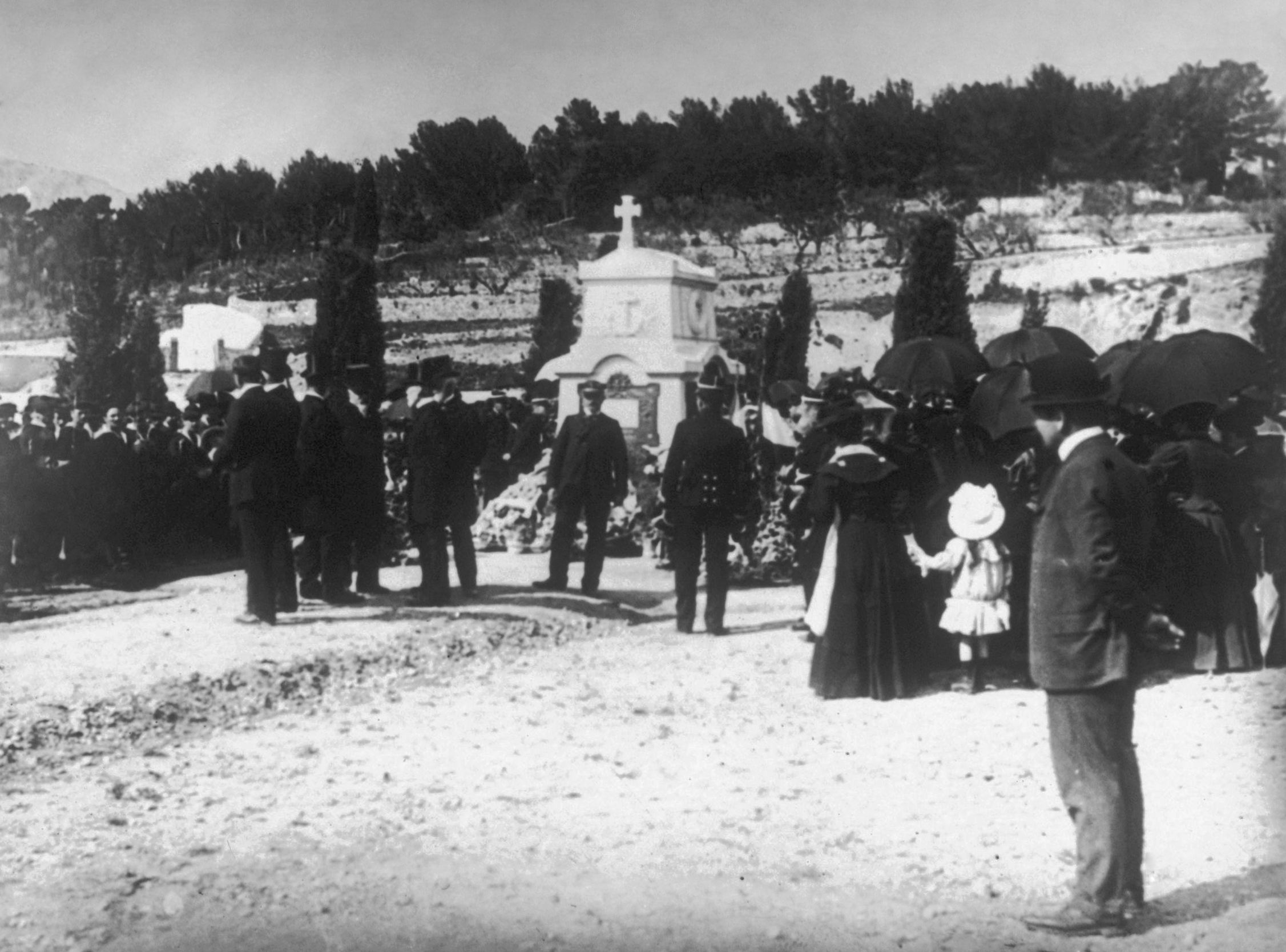
Inauguração do monumento às vítimas da explosão, 1908

Em 17 de março, o Presidente da França, Armand Fallières, e Georges Clemenceau, que era ao mesmo tempo Presidente do Conselho de Ministros e Ministro do Interior, compareceram ao funeral dos perdidos durante a explosão. Foi declarado um dia de luto nacional e um monumento foi construído no cemitério de Lagoubran. Ambas as casas do Parlamento francês, o Senado e a Câmara dos Deputados, organizaram comissões para investigar a causa da explosão. O Senado nomeou a sua comissão em 20 de março sob a presidência de Ernest Monis; a Câmara dos Deputados seguiu oito dias depois, com Henri Michel como presidente.
A origem da primeira explosão foi atribuída ao carregador dos canhões de cem milímetros e acredita-se que tenha sido causado pela decomposição da Poudre B, um propulsor à base de nitrocelulose, que tendia a se tornar instável com o tempo e a auto-inflamar, embora um relatório publicado em abril de 1907 afirmasse que um torpedo explodiu na sala diretamente abaixo do carregador. Quando queimado, emitia fumaça de cor amarela, que combinava com a cor vista por testemunhas oculares. Para testar esta teoria, Gaston Thomson, o Ministro da Marinha, ordenou em 31 de março que uma réplica do depósito comum e de pólvora negra adjacente fossem construídos, mas quando os testes foram realizados em 6 e 7 de agosto, eles foram considerados inconclusivos porque o propelente usado no teste não tinha a mesma idade daquele a bordo do Iéna. Fallières nomeou uma comissão técnica em 6 de agosto que incluía o matemático Henri Poincaré, o químico Albin Haller e o inventor da Poudre B, Paul Vieille, que não conseguiu chegar a uma conclusão definitiva. O Departamento de Propelentes da Marinha (Service des Poudres et Saltpêtres) se opôs às críticas ao seu produto, alegando que ele foi testado para resistir 43 °C por doze horas, embora nunca tenha explicado como esse teste foi relevante para o armazenamento a longo prazo de Poudre B em carregadores limitados à ventilação natural, como era utilizado em todos os navios da frota. A Comissão Monis publicou seu relatório em 9 de julho, atribuindo a explosão à Poudre B, e foi debatido de 21 a 26 de novembro. A Comissão Michel publicou o seu relatório em 7 de novembro de 1908, embora o seu conteúdo tenha sido debatido de 16 a 19 de outubro, e fosse "um modelo vago e impreciso". O motivo da explosão tornou-se uma cause célèbre com acusações de negligência grosseira por parte do governo, de tal forma que Thomson foi forçado a renunciar no último dia de debate.

### Estado
As múltiplas explosões rasgaram a lateral do navio entre os quadros 74 e 84 até a borda inferior do cinturão de blindagem, e todo o maquinário nesta área foi destruído. Depois de se estimar que seriam necessários sete milhões de francos e dois anos para reparar totalmente o Iéna, que já estava obsoleto, a Marinha decidiu desmantelá-lo e usá-lo como navio-alvo. O navio foi retirado da lista da Marinha em 18 de março e sua tripulação foi transferida em 3 de julho. O Iéna foi desarmado, exceto por seus canhões de 305 milímetros, e todo o equipamento útil foi removido em 1908. Ele ficou em condições de navegar novamente a um custo de setecentos mil francos e foi rebocado para um ancoradouro na Île des Porquerolles. Um programa para avaliar a eficácia dos projéteis perfurantes cheios de melinita começou em 9 de agosto de 1909, com o cruzador blindado Condé disparando projéteis de seus canhões de 164 e 194 milímetros a um alcance de seis mil metros. Após cada disparo, os resultados foram fotografados e avaliados os efeitos dos manequins de madeira e dos animais vivos a bordo do alvo. Em 2 de dezembro, o Iéna estava perto de naufragar e a Marinha decidiu rebocá-lo para águas mais profundas. Pouco depois do início do reboque, ele virou e afundou em águas rasas. Os direitos do naufrágio foram vendidos em 21 de dezembro de 1912 por 33 005 francos e ele foi lentamente desmontado e resgatado entre 1912 e 1927. Outra empresa foi contratada para remover os restos dos destroços em 1957.